# Vereinigte Kolonien von Vancouver Island und British Columbia

Flagge der Vereinigten Kolonien von 1866–1871

Vereinigte Kolonien von Vancouver Island und British Columbia (engl. United Colonies of Vancouver Island and British Columbia) war die informelle Bezeichnung für das 1866 aus der Fusion der Kolonien Vancouver Island und British Columbia entstandene Staatsgebilde, das bis zum Beitritt zur Kanadischen Konföderation im Jahr 1871 bestand. Hauptstadt war Victoria.

## Geschichte

### Hintergrund
Die Kolonie Vancouver Island war 1849 gegründet worden, um die britischen Ansprüche auf die gesamte Insel und die angrenzenden Gulf Islands zu sichern. Drei Jahre zuvor hatten sich Großbritannien und die Vereinigten Staaten im Oregon-Kompromiss darauf geeinigt, den 49. Breitengrad als Grenze westlich der Rocky Mountains festzulegen.
Der Festlandteil der heutigen kanadischen Provinz British Columbia (damals noch New Caledonia genannt) war vor 1858 ein rechtlich unorganisiertes Territorium in Britisch-Nordamerika. Die Region stand de facto unter der Verwaltung der Hudson’s Bay Company und dessen Filialleiter James Douglas, der gleichzeitig Gouverneur von Vancouver Island war. Mit dem Fraser-Canyon-Goldrausch stieg die nicht-einheimische Bevölkerung innerhalb kurzer Zeit von etwa 150 HBC-Angestellten auf fast 20.000 Prospektoren, Spekulanten, Grundstücksmakler und Händler an. Das britische Colonial Office reagierte rasch und proklamierte am 2. August 1858 die Kolonie British Columbia.

### Fusion der beiden Kolonien
Douglas verwaltete die Festlandkolonie von der auf Vancouver Island gelegenen Stadt Victoria aus. Erst ab 1864 residierte ein zweiter Gouverneur, Frederick Seymour, in New Westminster, der damaligen Hauptstadt British Columbias. Im gleichen Jahr löste Arthur Edward Kennedy Douglas als Gouverneur von Vancouver Island ab. Beide Kolonien häuften große Schulden an, verursacht hauptsächlich durch umfangreiche Infrastrukturprojekte, mit denen das rasche Bevölkerungswachstum bewältigt werden sollte. Als die Einnahmen aus dem Goldbergbau sanken, rissen die Zinsen ein Loch in die Kassen der beiden Kolonien. Das Colonial Office proklamierte am 6. August 1866 die Fusion und ernannte Frederick Seymour zum Gouverneur.
Nachdem mit dem Inkrafttreten des British North America Act im Jahr 1867 vier Kolonien sich zur Kanadischen Konföderation zusammengeschlossen hatten, schien es nur eine Frage der Zeit, bis Vancouver Island und British Columbia Beitrittsverhandlungen aufnehmen würden. Einflussreiche Mitglieder der Confederation League wie Amor De Cosmos, Robert Beaven und John Robson sahen im Beitritt die beste Möglichkeit, demokratische Reformen durchzusetzen. Unterstützt wurden sie von kanadischen Vertretern, allen voran Samuel Leonard Tilley, Zollminister in der Regierung von John Macdonald. Der todkranke Gouverneur Frederick Seymour sollte durch Anthony Musgrave, dem abtretenden Gouverneur von Neufundland, ersetzt werden. Kurz bevor die Ernennung rechtskräftig wurde, starb Seymour im Juni 1869.
Nachdem Musgrave sein Amt angetreten hatte, drängte ihn der britische Kolonialminister Lord Granville, die Verhandlungen mit Kanada zu beschleunigen, die dennoch zwei Jahre in Anspruch nahmen. Kanada verpflichtete sich, die angehäuften Schulden der Kolonien zu übernehmen und innerhalb von zehn Jahren eine transkontinentale Eisenbahnlinie zu bauen, um British Columbia mit den übrigen Landesteilen zu verbinden. British Columbia trat schließlich am 25. Juli 1871 als sechste Provinz der Kanadischen Konföderation bei.

## Gouverneure
- 1866–1869: Frederick Seymour
- 1869–1871: Anthony Musgrave